# Джон Барбіроллі
Сер Джон Барбіроллі (англ. John Barbirolli, при народженні Джова́нні Баттіста Барбіро́ллі, італ. Giovanni Battista Barbirolli; нар. 2 грудня 1899, Холборн, Камден, Лондон, Англія, Британська імперія ― пом. 29 червня 1970, Лондон, Англія, Велика Британія) ― британський диригент і віолончеліст італійського походження.

## Біографія
Походив з родини італійських музикантів, які оселилися в Англії, його мати була француженкою. Навчався в Триніті-коледжі (1911—1912), потім у  Герберта Воллена в Королівській академії музики (1912—1917), в 1917 році дебютував як соліст-віолончеліст. Перший досвід диригування отримав під час служби в армії (1917—1919), проте, після демобілізації повернувся до виконавської діяльності: грав в оркестрі і виступав як соліст, а з 1924 року — також в струнних квартетах. У 1924 році Барбіроллі організовує камерний оркестр і ним диригує, робить декілька записів. У 1927 році він вперше диригує  Лондонським симфонічним оркестром, замінивши  Томаса Бічема, а з 1928 по 1933 обіймає місце запрошеного диригента королівського театру «Ковент-Гарден». У ці роки Барбіроллі також виступає з Шотландським симфонічним оркестром, Північним філармонічним оркестром Лідса, оркестром Халле в Манчестері та іншими колективами.

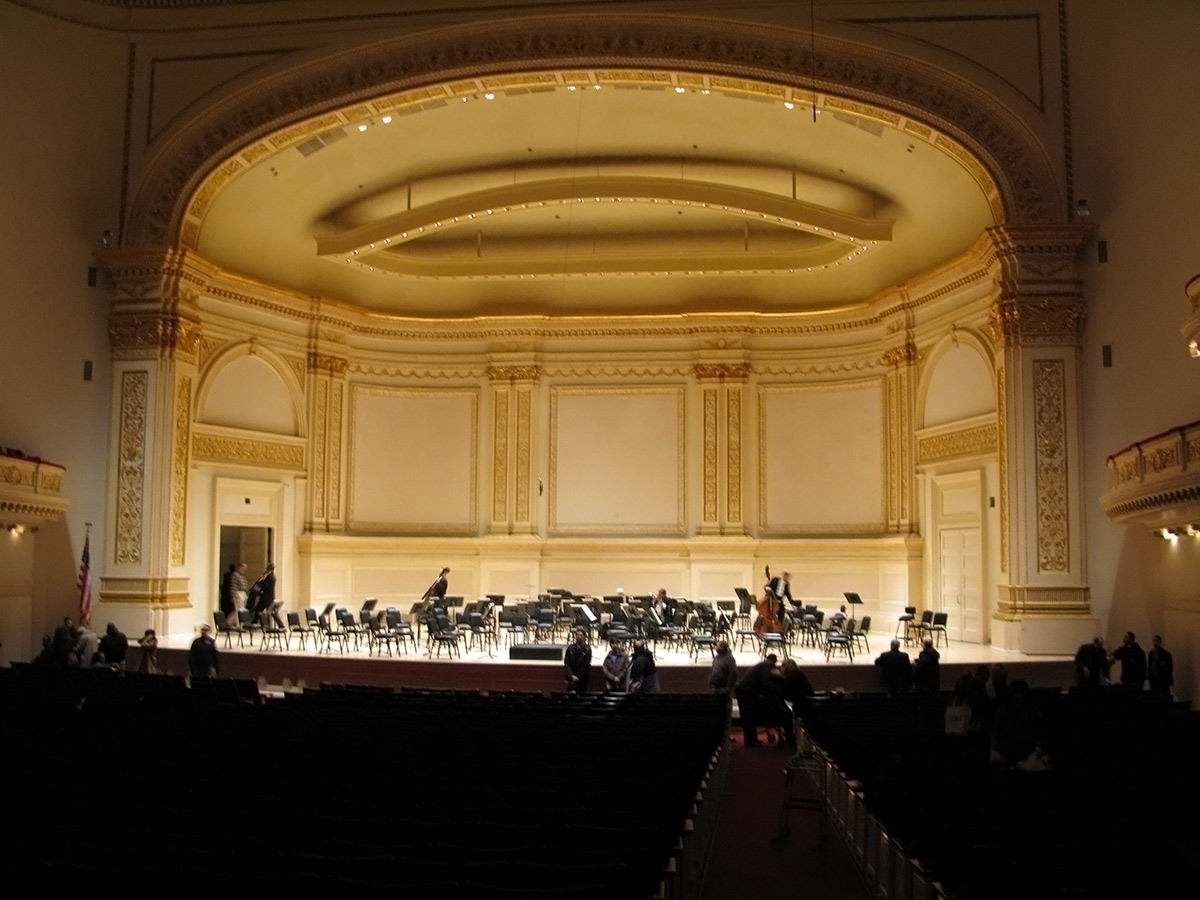
Карнегі-хол, Нью-Йорк, де Барбіроллі диригував з 1936 по 1943 рік.

До кінця 1930-х слава Барбіроллі досягає США і він отримує запрошення  Нью-Йоркського філармонічного оркестру як диригент сезону 1936—1937. Успішні виступи сприяли його призначенню на посаду головного диригента цього колективу після відходу Артуро Тосканіні в 1939 році. 1942 року, в розпал війни, Барбіроллі прибув до Великої Британії з метою провести серію концертів з найбільшими британськими оркестрами. На короткий час він повертається в Нью-Йорк, але незабаром залишає його і знову приїжджає до Великої Британії, де відроджує оркестр Халле і стає його головним диригентом (до 1970). У 1961—1967 роках Барбіроллі — головний диригент Х'юстонського симфонічного оркестру, з 1961 року він також співпрацював з Берлінською філармонією. В останні роки життя, незважаючи на ослабле здоров'я, Барбіроллі провів великі концертні тури по Латинській Америці (з  оркестром «Філармонія», 1963) та СРСР (Симфонічний оркестр Бі-Бі-Сі, 1967). Останній концерт Барбіроллі відбувся за кілька днів до його смерті.

### Особисте життя
Барбіроллі був двічі одружений: зі співачкою Марджорі Перрі (1932) і гобоїсткою Евелін Ротуелл (1939).

## Репертуар, творчість та записи
В репертуарі Барбіроллі були переважно твори пізніх романтиків, і майже не було сучасної музики, за винятком творів  Бріттена, чий Скрипковий концерт і Симфонія-реквієм під управлінням Барбіроллі були виконані вперше. Він також з успіхом виконував музику  Елгара, Деліуса та  Воана-Вільямса (який присвятив Барбіроллі свою Восьму симфонію),  Брукнера та  Малера. Як оперний диригент Барбіроллі виступав рідко.
Перші записи Барбіроллі (ще як віолончеліста) відносяться до 1911 року, останні — за кілька місяців до смерті. Серед його найкращих записів — твори Елгара: Віолончельний концерт (з Жаклін Дю Пре), симфонії, сюїта «Сон Геронтія». Барбіроллі переклав для струнного оркестру ряд творів  Перселла та інших композиторів, а також написав концерти для гобоя з оркестром на теми Кореллі і Перголезі.
Серед здійснених записів — твори Йоганнеса Брамса (всі симфонії),  Густава Малера,  Яна Сібеліуса (всі симфонії),  Едварда Елгара та ін.

## Визнання
Джон Барбіроллі нагороджений Золотою медаллю Королівського філармонічного товариства (1950).
За результатами опитування, проведеного в листопаді 2010 року британським журналом про класичну музику BBC Music Magazine серед ста диригентів із різних країн, в числі яких такі музиканти, як Колін Девіс (Велика Британія), Валерій Гергієв (Росія), Густаво Дудамель (Венесуела), Маріс Янсонс (Латвія), Джон Барбіроллі обійняв дванадцяту сходинку у списку з двадцяти найвидатніших диригентів всіх часів.